# Deidamia (Oper)
Deidamia (HWV 42) ist die letzte Oper (Melodrama) von Georg Friedrich Händel. Es ist eine humorvolle Version der Geschichte um Achilles in Frauenkleidern während des Trojanischen Krieges.

## Entstehung

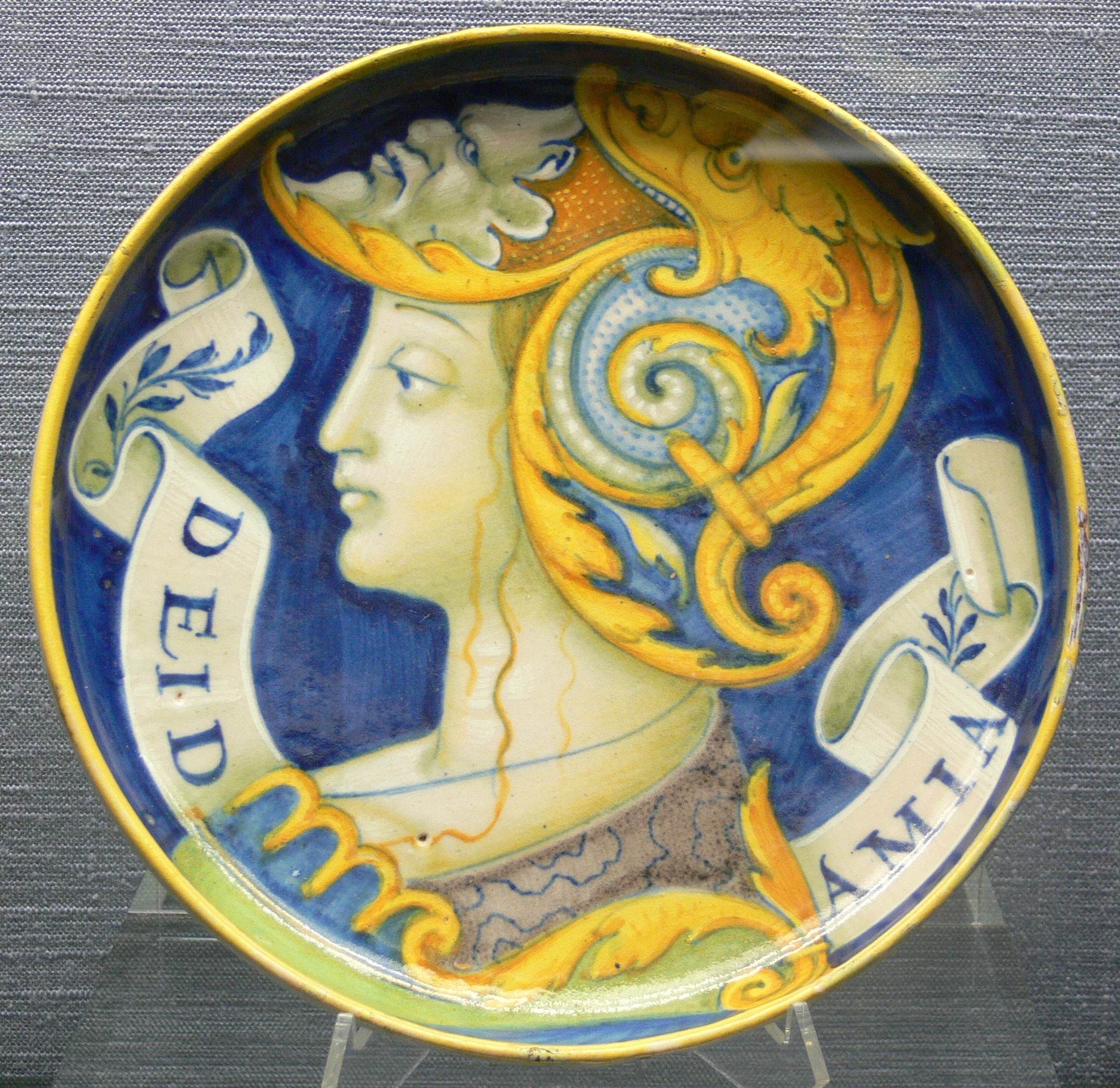
Schale mit dem Bildnis der Deidamia, Nicolò da Urbino, um 1525

Wie man Händels Eintragungen in seinem Autograph entnehmen kann, begann er die Komposition am 27. Oktober 1740 und beendete sie am 20. November: „angefangen Octobr 27. 1740.“ – „Fine dell Atto 1. | G.F. Handel ♄ Nov. 1. 1740.“ – „Fine dell Atto 2do | G.F. Handel Novembr 7. 1740 |♀.“ – „Fine dell' Opera. | G.F. Handel London Novembr 20. ♃| 1740.“ Nach Fertigstellung des zweiten Aktes und vor Inangriffnahme des folgenden unterbrach er seine Arbeit für eine Woche (8. – 13. November) – vielleicht wegen der Aufführung von Il Parnasso in Festa am 8. November und der Vorbereitungen für die Premiere von Imeneo am 22. November. Für die vorangegangene Spielzeit, welche die erste an John Richs Theater im Lincoln’s Inn Fields Theatre war, hatte Händel keine neue Oper komponiert, sondern nur ein aus vorhandener eigener Musik zusammengestelltes Pasticcio Giove in Argo (Jupiter in Argos) im Mai 1739 herausgebracht, das aber lediglich zweimal aufgeführt wurde. Stattdessen hatte er all seine Kräfte darauf verwandt, englischsprachige Chorwerke zu schaffen: Zwischen Januar 1739 und Februar 1740 erlebten die Oratorien Saul und Israel in Egypt sowie die Ode for St. Cecilia’s Day und L’Allegro, il Penseroso ed il Moderato ihre Uraufführungen. Diese Meisterwerke bauten auf dem Erfolg früherer englischer Werke wie Esther, Deborah, Athalia und The Alexander’s Feast auf und schienen darauf hinzudeuten, dass Händel die Oper ohne weiteres anderen Musikbetrieben überlassen konnte, beispielsweise der vom Duke of Dorset finanzierten Truppe, die 1739 und 1740 Opern in bescheidenem Maßstab auf die Bühne gebracht hatte. Doch Händel war noch nicht bereit, die Gattung aufzugeben, in der er sich fast vierzig Jahre lang bewährt hatte. Am 22. November 1740 (zwei Tage nach Fertigstellung der Partitur zu Deidamia) eröffnete er eine begrenzte Saison am Theater in Lincoln’s Inn Fields mit seinem Imeneo, bereits 1738 entworfen, aber nun revidiert und fertiggestellt. Doch dann folgten keine weiteren Vorstellungen mehr bis zum 13. Dezember, als Imeneo zum zweiten und letzten Mal gegeben wurde (abgesehen von einer 1742 in Dublin aufgeführten konzertanten Fassung). Die Verzögerung wurde einer Erkrankung der als „La Francesina“ bekannten führenden Sopranistin Élisabeth Duparc zugeschrieben.
Deidamia hatte ihre Premiere am 10. Januar 1741 und wurde eine Woche darauf wiederholt. Am 31. Januar nahm Händel L’Allegro wieder auf, unter Einbeziehung mehrerer neuer Arien, die in erster Linie für den Kastraten Giovanni Battista Andreoni gedacht waren, der des Englischen nicht mächtig war und seinen Part auf Italienisch sang. Es fand nur noch eine einzige Aufführung von Deidamia statt, und zwar am 10. Februar, angekündigt für das 1720 erbaute Little Theatre am Haymarket, dem prächtigeren King’s Theatre, das so viele von Händels früheren Produktionen erlebt hatte, gegenüberliegend.
Die seltsame Inkonsistenz dieser Spielzeit ist durch die Erkrankung der „Francesina“ nicht ausreichend erklärt, insbesondere, da zu jener Zeit kein anderes Theater Opern anbot. Es gibt jedoch Hinweise darauf, dass Händel Opfer eines bewussten Boykotts war, zurückzuführen auf eine Kränkung, die er jenen einflussreichen Theaterbesuchern zugefügt hatte, deren Unterstützung er für volle Häuser brauchte. Ein anonymer Brief, der in der London Daily Post vom 4. April 1741 veröffentlicht wurde, deutet an, dass Händels Aufführungen

“[…] upon a single Disgust, upon a faux Pas made, but not meant […]”

„[…] auf eine einzige Empörung hin, eines stattgehabten, aber nicht böse gemeinten faux pas […]“

gemieden worden seien, gibt jedoch keine Erklärung dafür, um was für einen Fauxpas es sich gehandelt haben könnte. Am Ende der Saison war sich Händel nicht sicher, wo seine Zukunft liegen mochte, doch fanden seine Überlegungen einen Kristallisationspunkt in der Einladung, in Dublin Oratorien aufzuführen. Im Spätsommer 1741 komponierte er seinen Messiah und ließ unmittelbar den ersten Entwurf von Samson folgen. Sein Irlandaufenthalt 1741/42 und seine erste umfassende Oratorienspielzeit in London 1743 überzeugten ihn schließlich davon, dass Kompositionen in Oratorienform sowohl seine künstlerischen Bestrebungen befriedigen als auch eine gute Einkommensquelle bieten konnten, und er wandte sich daraufhin nie wieder der italienischen Oper zu.

### Libretto
Das Libretto zu Deidamia lieferte Paolo Antonio Rolli, ein renommierter italienischer Dichter, der seit 1716 in England ansässig war. Er hatte Händel und andere Komponisten in den 1720er Jahren mit Opernlibretti versorgt (meist handelte es sich um Bearbeitungen vorhandener Texte anderer Autoren), doch sein erneutes Auftauchen als Händels Mitarbeiter zu dieser Zeit ist eine Überraschung. Sein Verhältnis zum Komponisten war nie zum Besten bestellt gewesen, und in den 1730er Jahren hatte er sich eindeutig der Opera of the Nobility („Adelsoper“) zugesellt, einem in direkter Opposition zu Händel gegründeten Opernunternehmen. Es muss wohl eine Wiederannäherung stattgefunden haben, denn Rolli lieferte auch die italienischen Übersetzungen der Texte, die Andreoni im L’Allegro sang.

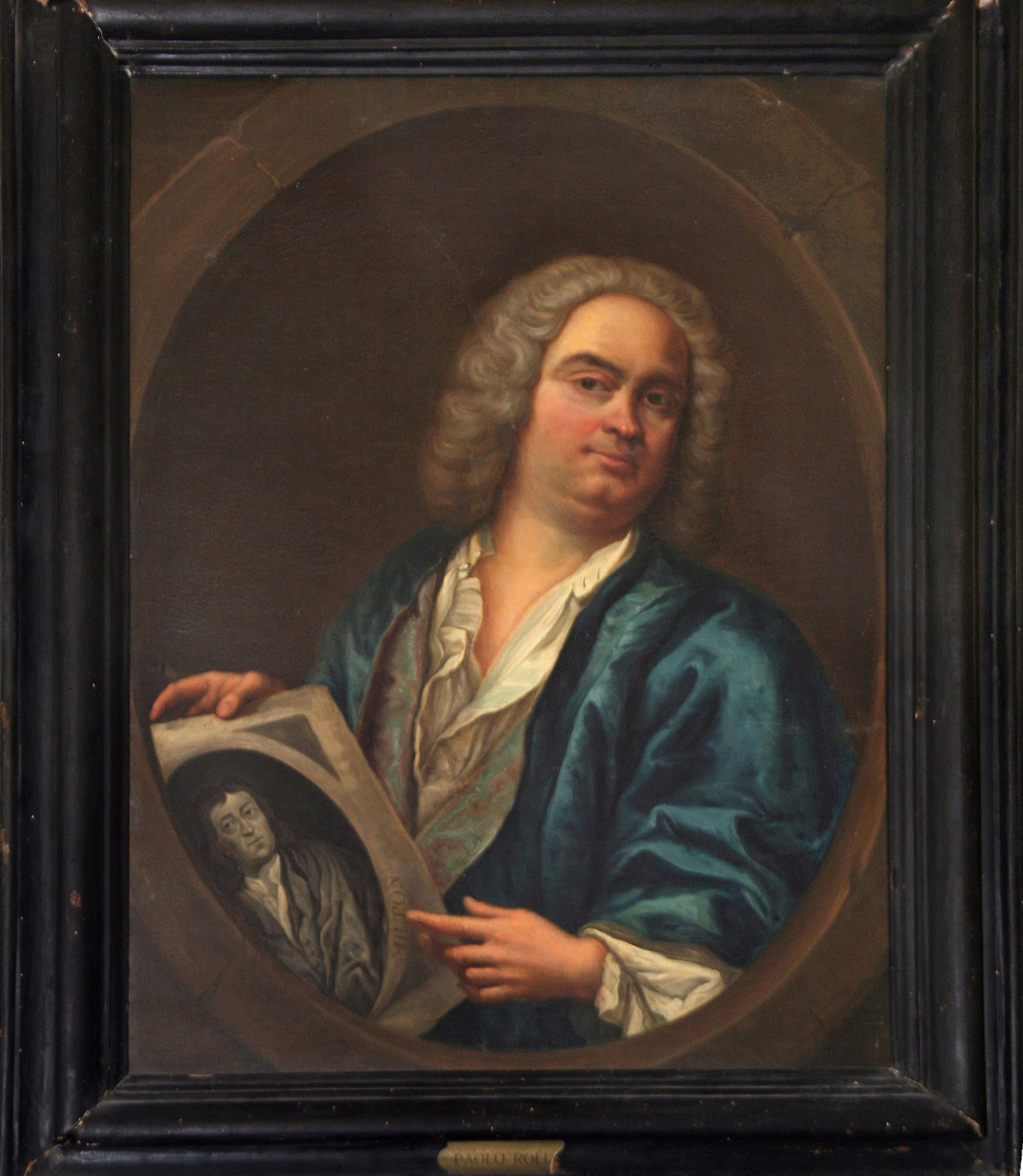
Paolo Antonio Rolli, Don Domenico Pentini zugeschrieben

Im 17. Jahrhundert diente die Geschichte als Vorlage für verschiedene Opernlibretti. Das wahrscheinlich erste war La finta pazza (Venedig 1641) von Giulio Strozzi mit Musik von Francesco Sacrati. Darauf folgte L’Achille in Sciro (Ferrara 1663, Venedig 1664), Ippolito Bentivoglio zugeschrieben, vertont von Giovanni Legrenzi. Weiterhin wurde von Antonio Draghi ein Achille in Sciro nach einem Libretto des Cavaliere Ximenes (Wien 1663) vertont.
Zwei Libretti aus dem 18. Jahrhundert entstanden vor Rollis Deidamia: Tetide in Sciro von Carlo Sigismondo Capece, vertont von Domenico Scarlatti, aufgeführt 1712 in Rom, und Achille in Sciro von Pietro Metastasio (1736), zuerst vertont von Antonio Caldara für Wien und schließlich von vielen anderen Komponisten bis 1794.
Es ist ungewiss, ob Rolli diese Libretti gekannt hat. Während die meisten von Händels Londoner Opern Überarbeitungen älterer Texte sind, die bereits von anderen Komponisten vertont worden waren, diente keine der bekannten früheren Bearbeitungen dieses Stoffes Rolli als direkte Vorlage. Rollis Behandlung des Stoffes unterscheidet sich radikal von allen anderen Bearbeitungen. In La finta pazza (1641) wird Achilles’ Identität im ersten Akt enthüllt. Im weiteren Verlauf wird Deidamias Versuch geschildert, seine Zuneigung im Zaum zu halten, indem sie vorgibt, verrückt zu sein. Die Opern von Legrenzi und Draghi aus dem Jahre 1663 weisen die für die Mitte des 17. Jahrhunderts typische Mischung aus verschiedenen Stilen und Formen auf; sie enthalten ausgefeilte Intrigen und komische Szenen für Dienstboten. In der Version von Bentivoglio/Legrenzi hat Deidamia hingegen eine Schwester, Cirene. Sie spielt eine ähnliche Rolle wie Rollis Nerea und könnte eine Vorlage für diese gewesen sein. Metastasios Achille in Sciro hat keinerlei Andeutung von Rollis zynischer und humorvoller Behandlung einiger Aspekte der Geschichte und diente zweifellos nicht als Quelle. Sein Lykomedes weiß beispielsweise nicht, dass Pyrrha eigentlich Achilles ist.
Capeces Tetide in Sciro unterscheidet sich in der Handlungsführung ebenfalls beträchtlich von der Fassung Rollis: Thetis (Tetide) spielt eine wichtige Rolle im Geschehen, Deidamia ist nicht verliebt und glaubt, dass „Arminda“ (Achilles) tatsächlich ein Mädchen ist, während Lykomedes – wie sein Vorgänger in Draghis Oper – in „Arminda“ („Artamene“ bei Draghi) verliebt ist und nicht ahnt, dass „sie“ Achilles ist. Capeces Libretto könnte Rolli aber zu einigen Ideen inspiriert haben. Thetis ist verkleidet als „Nerea“ (sie ist eine Nereide, eine Meerjungfrau, und die Tochter des Nereus), und Odysseus kommt wie bei Rolli als Gesandter Agamemnons. Es sind einige wenige Textparallelen vorhanden, die auf einen Einfluss Capeces auf Rolli hindeuten könnten. Allerdings liegen hier Einfälle und Wendungen vor, die vielleicht jedem Librettisten bei der Bearbeitung dieses Sujets in den Sinn kämen.
Rolli war vordem kein erfolgreicher Librettist für Händel gewesen, Deidamia aber ist sein bestes Werk. Die Handlung hat ein angemessenes Tempo und ist logisch, die Sprache direkt und frei von Affektiertheit, die Charakterisierung der beiden Hauptpersonen klar und konsequent. Achilles ist ein impulsiver und unbekümmerter Jüngling und – abgesehen von seiner Liebe zur Jagd – ohne tiefere Gefühle. Er ist belustigt, als Odysseus ihm in seiner Verkleidung als Mädchen den Hof macht und zu unreif, um Deidamias Zorn zu verstehen über seine Verantwortungslosigkeit, Agamemnons Gesandten aufzuziehen. Als er glaubt, Deidamia sei untreu, ist seine Eifersucht reine kindliche Gereiztheit, und wenn er die Waffen schwingt, freut er sich wie ein kleiner Junge. Deidamia wird einfühlsam als eine verliebte Frau gezeichnet: sie ist bestürzt über die Aussicht, denjenigen, den sie anbetet, zu verlieren, zugleich aber auch verärgert über dessen Benehmen und sowohl wütend als auch bedrückt wegen Odysseus’ Täuschung, die sie ihres Glücks beraubt. Am Ende weiß sie, dass sie nichts tun kann, um Achilles’ Schicksal zu ändern, und billigt das Opfer, das sie zu erbringen hat.
In Deidamia scheint Rolli bewusst auf die erhabene Manier verzichtet zu haben, die von einem Drama auf der Basis klassischer Mythologie zu erwarten gewesen wäre – eine Herangehensweise, die jener der unmittelbar vorhergehenden Werke im Händel-Kanon, Serse (Xerxes) und Imeneo, entspricht. Diese Abkehr vom seriösen Heldendrama dürfte auch Händel selbst befürwortet haben (dessen Vorliebe für komödiantische oder ironische Elemente zuvor schon in Agrippina, Flavio und Partenope zum Vorschein gekommen war), aber die ablehnende Aufnahme seiner letzten Opern lässt darauf schließen, dass im Publikumsgeschmack kein entsprechender Umschwung stattgefunden hatte. Der recht hochgesinnte Freundeskreis, dem Charles Jennens, der Philosoph James Harris und der Earl of Shaftesbury angehörten (die Händel alle zur Produktion englischer Oden und Oratorien drängten), begegnete den letzten italienischen Opern mit Skepsis. Jennens teilte Harris mit, seiner Meinung nach sei Imeneo

“[…] the worst of all Handel’s Compositions, yet half the songs are good.”

„[…] die schlechteste aller Händelschen Kompositionen, auch wenn die Hälfte der Arien gut sind.“

und in dem gleichen Schreiben, also knapp zwei Wochen vor der entsprechenden Uraufführung, meinte er des Weiteren, Händel bringe demnächst

“[…] a fine opera to come out […] called Deidamia, which might perhaps have tolerable success, but that it will be turn’d into farce by Miss Edwards[,] a little girl representing Achilles.”

„[…] eine feine Oper heraus […] mit Namen Deidamia, die wohl leidlichen Erfolg haben könnte, würde sie nicht zur Farce durch Miss Edwards, ein kleines Mädchen, das den Achilles gibt.“

(Jennens Meinung zur Aufführung der Oper ist nicht überliefert.) Tatsächlich ging Miss Edwards (die spätere Mrs. Mozeen), ein Schützling der Komödiantin und Sängerin Kitty Clive, zu jener Zeit auf die Zwanzig zu, so dass ihre Besetzung in der Rolle des jungen Achilles, der einen Großteil der Oper als Mädchen verkleidet zubringt, durchaus angebracht war.
Besetzung der Uraufführung

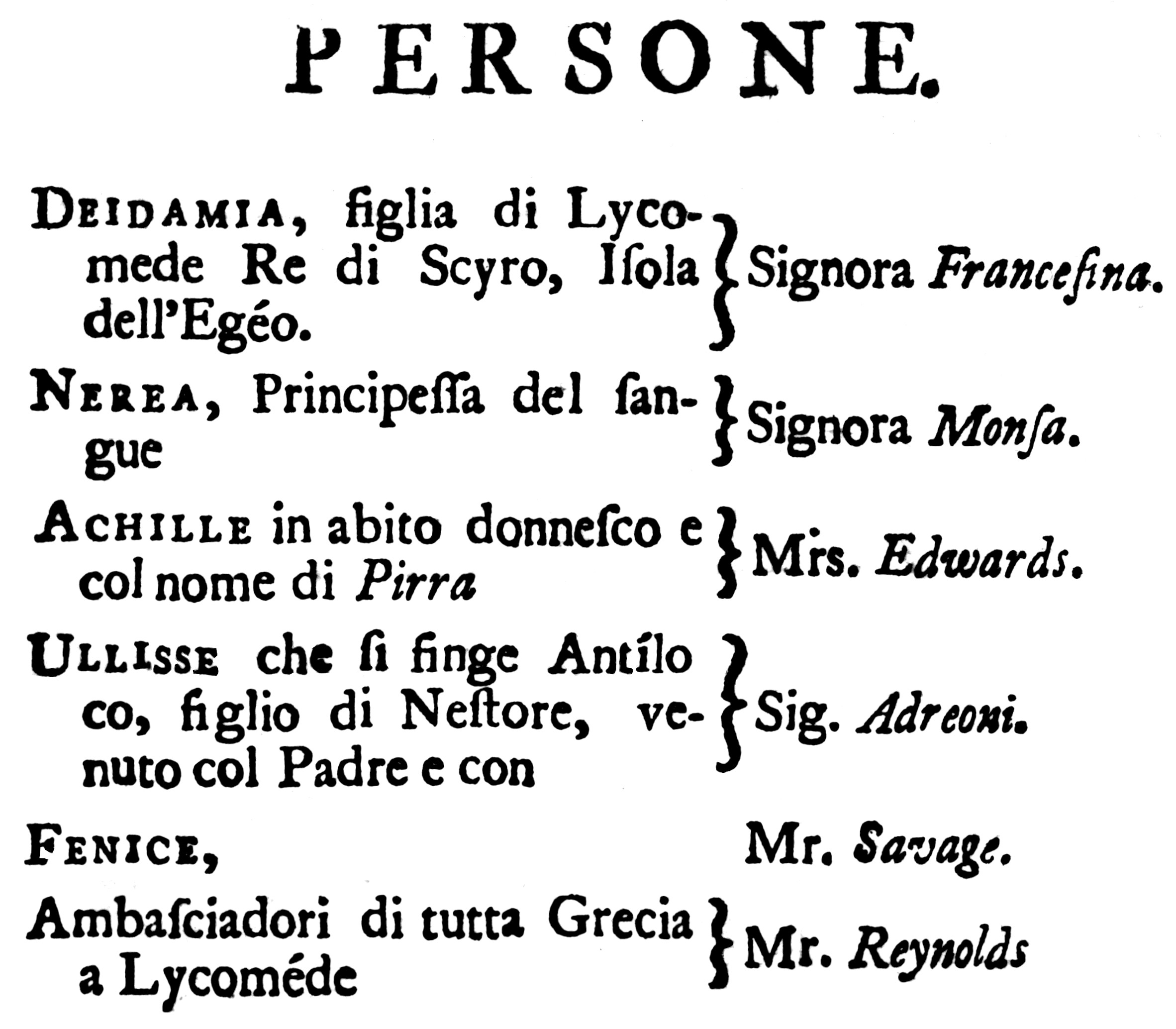
Besetzung der Uraufführung im Textbuch. Druck von J. Chrichley, London 1741.

- Deidamia – Élisabeth Duparc, genannt „La Francesina“ (Sopran)
- Nerea – Maria Monza (Sopran)
- Achille – Miss (Mary?) Edwards (Sopran)
- Ulisse – Giovanni Battista Andreoni (Altkastrat)
- Fenice – William Savage (Bass)
- Licomede – Henry Theodore Reinhold (Bass)

Nach den drei Vorstellungen in London unter Händels Leitung erklang Deidamia erst wieder im 20. Jahrhundert:
In einer deutschen Textfassung von Rudolf Steglich wurde die Oper am 31. Mai 1953 bei den Händel-Festspielen in Halle (Saale) unter der musikalischen Leitung von Horst-Tanu Margraf nach über 200 Jahren in einer Inszenierung von Heinz Rückert wieder auf die Bühne gebracht. Die Alt-Partie des Odysseus wurde für den Tenor Werner Enders nach unten oktaviert.
Die erste Aufführung des Stückes in historischer Aufführungspraxis erlebten die Händel-Festspiele in Göttingen am 17. Juni 1985 mit dem Konzertgastspiel des Bremer Barockorchesters Fiori musicali unter Leitung von Thomas Albert. Barbara Schlick sang die Titelpartie.

## Handlung

### Mythologischer und literarischer Hintergrund
Die Oper basiert auf der Figur der Deidameia aus der Griechischen Mythologie, der Tochter des Königs Lykomedes von Skyros, die ein Kind von Achilles, dem Sohn der Meeresnymphe Thetis und des Peleus gebar, wie es in der Bibliotheke des Apollodor und der Achilleis, einem unvollendeten Versepos des Publius Papinius Statius, sowie dem 13. Buch der Metamorphosen des Ovid erzählt wird.
Das Orakel sagte voraus, dass Achilles sterben würde, wenn er in den Trojanischen Krieg zieht. Um diesem Schicksal zuvorzukommen, hat ihn sein Vater als Mädchen verkleidet und in den Palast seines Freundes Lykomedes auf die Insel Skyros geschickt, wo er unter den Töchtern des Lykomedes aufwächst und der Geliebte der ältesten, Deidameia, wird. Während sich die Griechen auf den Krieg gegen Troja vorbereiten, verkündet der Priester Calchas, dass die Stadt ohne Achilles‘ Hilfe nicht eingenommen werden kann. Boten werden nach Skyros geschickt, um ihn zu holen.

### Erster Akt
Die Boten Agamemnons treffen auf Skyros ein: Ulisse, verkleidet unter dem Namen „Antiloco“, sowie Fenice und Nestore (eine stumme Rolle). Ulisse bittet Licomede, die Expedition militärisch zu unterstützen, was dieser bereitwillig zusagt. Dann verlangt er von Licomede die Auslieferung des jungen Achille, der sich angeblich auf der Insel versteckt hält, aber für den Sieg der Griechen unerlässlich ist. Licomede, der seinem Freund Peleus treu ergeben ist, leugnet, dass er Achille beherbergt, gestattet seinen Gästen aber, nach ihm zu suchen.
Im Inneren des Palastes wartet Deidamia sehnsüchtig auf die Rückkehr ihrer geliebten „Pirra“ (Achille) von der Jagd. Diese kehrt erschöpft von „ihren“ Anstrengungen zurück und tadelt die Frauen, weil sie untätig im Haus herumsitzen. Daraufhin verlassen die Frauen das Paar. Deidamia wirft nun Achille vor, mehr in die Jagd als in sie verliebt zu sein. Achille schwört ihr zwar, dass er sie liebt, ist aber nicht bereit, seine Freiheit aufzugeben.
Deidamias Vertraute, die Prinzessin Nerea, bringt die Nachricht von den Fremden, die auf der Suche nach Achille vom griechischen Festland gekommen sind. Deidamia ist sofort besorgt um Achille und ein kurzes Gespräch mit Ulisse überzeugt sie, dass sie auf der Hut sein müssen.

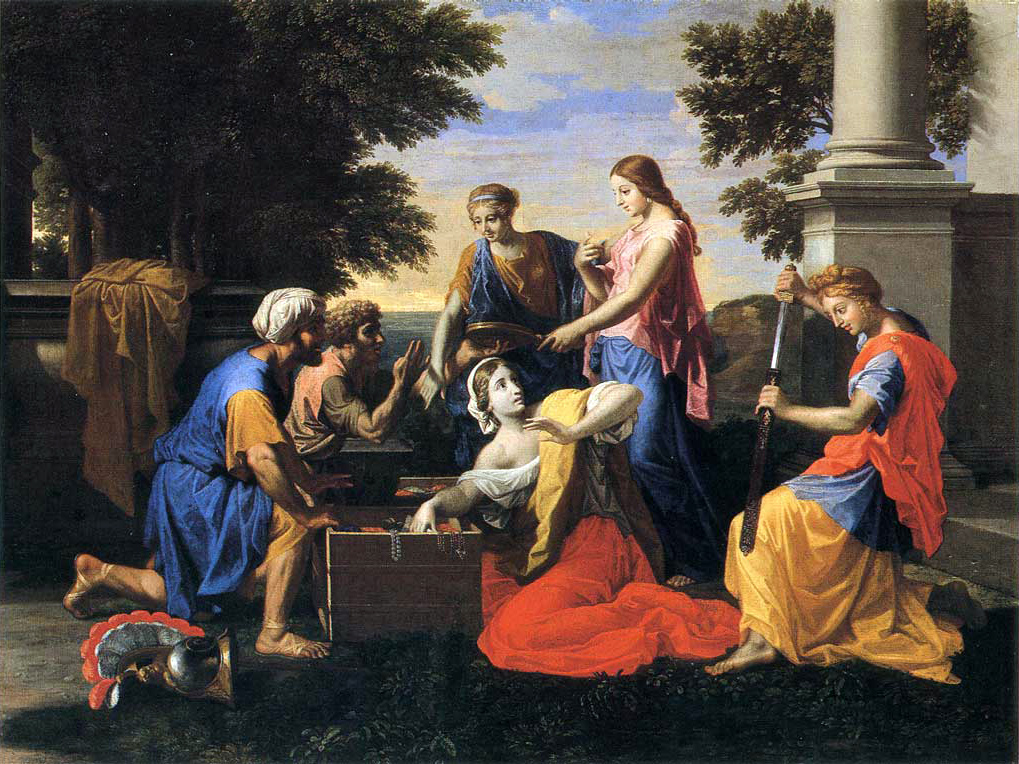
Achille unter den Töchtern des Lykomedes, Nicolas Poussin, 1651

### Zweiter Akt
Im Palastgarten sieht Achille Deidamia mit „Antiloco“ (Ulisse) sprechen und ist fasziniert von dessen Rüstung und Männlichkeit. Er belauscht ihre Gespräche, denn Ulisse macht nun Deidamia den Hof, um ihr Vertrauen zu gewinnen, und Deidamia lehnt ihn höflich, aber bestimmt ab. Eifersüchtig beschimpft Achille sie, weil sie Ulisses Aufmerksamkeit erregt hat.
Nerea überbringt die Nachricht, dass Licomede eine Jagd zur Unterhaltung der Gäste arrangiert hat, was Deidamia beunruhigt, denn „Pirras“ (Achilles) Jagdfieber und „ihr“ Geschick könnten seine Identität verraten. Doch Nerea ist auch von Fenice umworben worden und schlägt vor, dass sie und Deidamia die Griechen ablenken, indem sie so tun, als würden sie auf ihr Werben eingehen. Deidamia stimmt zu, beginnt sich aber zu fragen, ob Achilles Wutausbruch wirklich den Entschluss verbarg, sie zu verlassen.
Licomede empfiehlt Ulisse die Jagd auf seinem Landgut; er selbst sei jedoch zu alt für diesen Sport. Die Jagd beginnt, und Nerea hängt sich an Fenice und verspottet ihn fröhlich damit, dass er sich mehr für die Jagd als für sie interessiert. Ulisse hat „Pirra“ beobachtet und schließt sich nun Fenice an: Die Stärke und das Jagdgeschick des seltsamen Mädchens haben ihn davon überzeugt, dass „sie“ in Wirklichkeit der verkleidete Achille ist. Ulisse findet eine Gelegenheit, „Pirra“ zur Seite zu locken und erklärt „ihr“ zum Schein seine Liebe. Achille ist geschmeichelt und amüsiert, erst recht, als er bemerkt, dass Deidamia zuhört. Sobald Ulisse weg ist, greift sie Achille wütend an, weil dieser gegen sein Versprechen mit den Griechen gesprochen habe.
Achille versucht sie zu beruhigen und will sich wieder auf die Jagd begeben, als er von Fenice aufgehalten wird, der ihn ebenfalls in ein Gespräch verwickelt. Achilles mangelndes Interesse an der Liebe überzeugt Fenice davon, dass Ulisse Recht hatte: „Pirra“ ist in Wirklichkeit ein Mann.

### Dritter Akt
Fenice versucht, Nerea davon zu überzeugen, dass er es ernst meint: Als Griechin sollte sie stolz und nicht eifersüchtig sein, dass er bald in den Trojanischen Krieg ziehen wird. Nerea wird klar, dass sie sich diese Chance nicht entgehen lassen darf.
Ulisse und Fenice hecken einen Plan aus, um Achille zu entlarven. Sie überreichen den Frauen des Hofes eine Truhe mit Bändern, Stoffen und anderen Geschenken. Als Deidamia Achille verzweifelt auffordert, mädchenhaftes Interesse an ihnen zu zeigen, greift er instinktiv nach einem Helm, einem Schild und einem Schwert, die geschickt zwischen den Kostbarkeiten platziert wurden. Ein Ruf zu den Waffen ertönt, und Achille schwingt das Schwert, bereit zum Kampf: Er hat sich verraten, und Ulisse konfrontiert ihn mit seiner wahren Identität und fordert ihn auf, sich der griechischen Streitmacht anzuschließen, die gegen Troja zieht. Achille stimmt begeistert zu. Deidamia ist von dem Gedanken, ihn zu verlieren, zutiefst erschüttert und wirft Ulisse vor, ihr Glück zerstört zu haben.
Deidamia sucht ihren Vater auf und gesteht ihm ihre Liebe zu Achille. Obwohl er seinen Segen gibt, schränkt er doch ein, dass diese Liebe nur so lange andauern kann, bis Achille abreist und verrät ihr die Vorhersage, dass Achille im Kampf sterben werde. Achille, nun endlich als Mann gekleidet, kommt zu Deidamia und macht ihr einen Heiratsantrag, doch ihr Zorn und ihre Verzweiflung über seine bevorstehende Abreise führen zu einem Streit. Ulisse beschwichtigt sie, indem er seine eigene Identität offenbart: Auch er hat seine geliebte Frau Penelope verlassen, um in den Krieg zu ziehen, zum größeren Ruhm für beide; er sagt voraus, dass Achille und Deidamia ähnlichen Ruhm erlangen werden. Deidamia lässt sich jedoch nicht trösten.
Nun wirft Nerea Fenice vor, seine Liebe nur vorzutäuschen, um Achille zu entdecken und zu entführen. Er versichert ihr, dass seine Liebe echt ist, macht ihr einen Heiratsantrag, und sie nimmt ihn an. Die anderen schließen sich ihnen an, und Licomede ist nun bereit, Achille der griechischen Sache in den Dienst zu stellen. Er ist zufrieden, Peleos Freundschaft nicht verraten zu haben und dennoch den Griechen dienen zu können und gibt seine Tochter Deidamia Achille zur Frau.

## Musik
Insgesamt 48 Takte des Allegros der Ouvertüre sind eine Überarbeitung von Passagen der Ouvertüre zu Reinhard Keisers Die verdammte Staat-Sucht, oder Der verführte Claudius, die 1703 in Hamburg aufgeführt wurde. Damit ist es Händels lebenslang umfangreichste Entlehnung aus Keisers Werken. (Es handelt sich um die Takte 23–31, 33–39, 49–66, 75–88.)

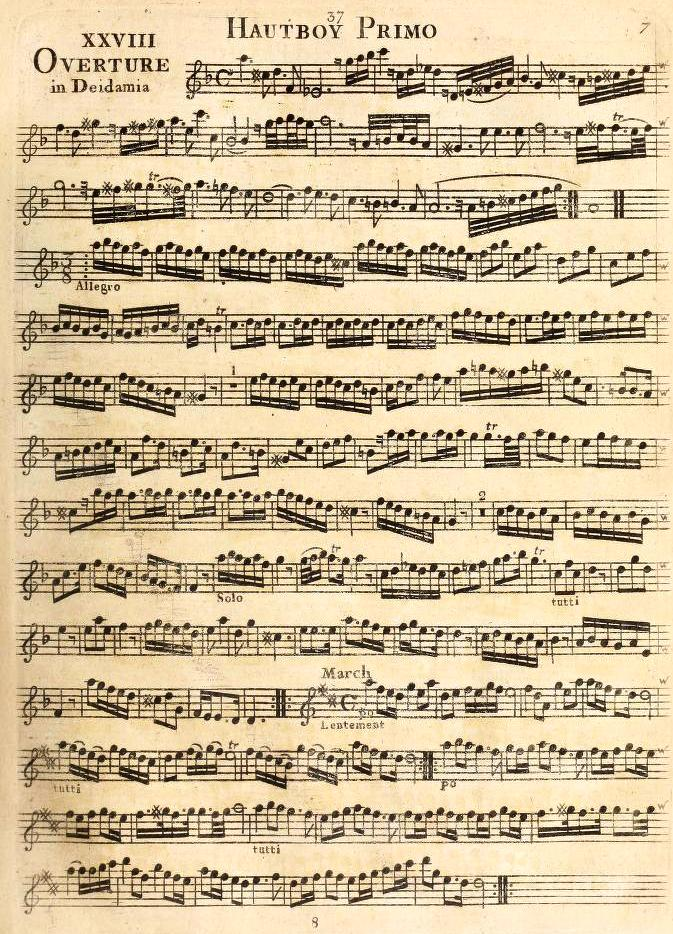
Beginn der Ouverture (Oboenstimme), Druck von John Walsh, London 1760

Ein Wechselspiel von distanzierter Komik und Ernsthaftigkeit durchzieht die ganze Oper. Die männlichen Figuren, ein zynischer Haufen, sorgen sich mehr um abstrakte Vorstellungen von Ehre und den Erhalt ihres guten Rufs als um die Not der Deidamia, die sie als bloße Behinderung ihrer großartigen Pläne zur Unterwerfung Trojas ansehen. Achille ist nur allzu gern bereit, sie zu verlassen, als der Aufruf zur Schlacht ertönt, und selbst der bejahrte König Licomede scheint sein Alter als Ausrede für moralische Schwäche nutzen zu wollen. Händels Musik verleiht den Männern jedoch einen Anflug von hoher Gesinnung, der sie sympathisch und als mythische Helden glaubhaft erscheinen lässt. Licomedes Bedauern in der Arie Nel riposo e nel contento (Nr. 18), dass seine Gebrechlichkeit ihn von der Teilnahme an der Jagd abhalte, so dass seine einzige verbliebene Freude darin bestehe, Ruhe zu genießen, wirkt erstaunlich ergreifend und vermittelt vielleicht etwas vom Fühlen des 55-jährigen Komponisten, der die Hektik einer Opernproduktion nicht mehr so unbedingt braucht. In den beiden kontrastierenden Frauenrollen läuft Händel zu allerbester Form auf. Nerea ist die traditionelle Vertraute, durchaus mit ihrer eigenen Ausprägung von Zynismus versehen, aber stets charmant und gelegentlich robust. Deidamia ist ein voll ausgebildetes Porträt – sie reift im Verlauf der Oper, wenn die sorglose Ekstase junger Liebe, wie sie in der ersten Arie zu hören ist, dem Gefühl ihres irreparablen Verlusts weichen muss. Zwei untröstliche Arien geben dieser Entwicklung Ausdruck. In Se ’l timore (Nr. 17) aus dem zweiten Akt, als Deidamia erstmals erkennt, dass sie Achille für immer verlieren kann, schafft Händel nur mit der Singstimme und einer einzelnen Geigenlinie große Intensität, oft mit bezwingender Spannung in der Harmonik. In M’hai resa infelice (Nr. 30) aus dem dritten Akt ist Deidamia zwischen Verzweiflung und Wut hin- und hergerissen, wenn sie Ulisse bezichtigt, ihr Glück zu zerstören. Die Arie verzichtet auf die traditionelle Da-capo-Form und verwendet stattdessen alternierende langsame und schnelle Abschnitte, die zu einem unerwartet abrupten Ende führen.
Im Allgemeinen ist die Oper solide mit den üblichen Streichern besetzt, verstärkt durch Oboen und Fagotte. Blechbläser werden sparsam, aber effektvoll eingesetzt. Doch in der ersten Szene mit Deidamia und ihren Gefährtinnen trägt eine Laute entscheidende Klangfarben bei und taucht damit hier letztmals in einer Londoner Orchesterpartitur auf. Ulisses Arie Come all’urto aggressor (Nr. 31) weist eine außergewöhnliche Instrumentation auf: Händel wollte der Mittelstimme – im Autograph Bassons[,] Viole[,] Sgr Caporale violoncell bezeichnet – eine besondere Bedeutung geben. Francisco Caporale war ein ausgezeichneter Cellist, berühmt wegen seines

“[…] full, sweet, and vocal tone.”

„[…] vollen, süßen und wohlklingenden Tones.“

Er wirkte seit etwa 1733 für ungefähr zwölf Jahre in London und war ein Mitglied in Händels Orchester. Falls Händel nur über wenige Bratschen verfügte (vermutlich nur zwei), so verstärkte Caporales fünfsaitiges Violoncello, das die Bratschen in diesem Satz durchgehend verdoppelt, ihren Klang nicht nur entscheidend, sondern gab ihm durch den besonderen Klang der fünften hohen Saite auch eine besondere Farbe. Burney schreibt über diese Arie:

Come all’ urto, is an admirable composition, with a fine solo part, originally designed for Caporale’s violoncello.

„Come all’ urto ist eine bewundernswerte Komposition, mit einem feinen Solopart, welcher Caporales Cello auf den Leib geschrieben wurde.“

Händels Nachbarin und seine lebenslange Verehrerin Mrs. Pendarves (früher Mary Granville), eine regelmäßige Korrespondentin der Neuigkeiten vom Londoner Musikleben an ihre Schwester, schrieb kurz vor Weihnachten über Händels Vorbereitungen für das neue Jahr:

“Mr. Handel has got a new singer from Italy, her voice is between Cuzzoni's and Strada's – strong, but not harsh, her person miserably bad, being very low, and excessively crooked.”

„Händel hat eine neue Sängerin aus Italien. Ihre Stimme liegt zwischen der Cuzzoni und der Strada – kraftvoll, aber nicht rauh, aber ihre Gestalt ist sehr armselig, sie ist sehr klein und wirklich zu schief.“

Es war Maria Monza, die eigentlich schon in Imeneo zum ersten Mal auftreten sollte. Doch als sich ihre Ankunft verzögerte, war Händel auf Nummer sicher gegangen, indem er die Rolle der Nerea so anlegte, dass sie nur geringe Ansprüche an die Gesangstechnik stellte. Jetzt, Ende 1740, traf die Monza ein, und Händel nahm umfangreiche Änderungen an den Arien der Nerea vor. Bei ihrer ersten Arie Diè lusinghe, di dolcezza (Nr. 6) kehrte Händel die Tonart von Moll nach Dur um und erweiterte den Tonumfang, um ihren außerordentlichen Ambitus von zwei Oktaven (h – h2) und ihre brillanten Koloraturen herauszustellen, wodurch sich die Länge der Nummer mehr als verdoppelte. Bei ihrer nächsten Arie Sì, che desio quel che tu brami (Nr. 10) verzichtete er auf einen eher eintönigen sequenzierenden Satz in D-Dur zugunsten eines alla breve in h-Moll von großer kontrapunktischer Dichte und mit chromatischen Anklängen, wenn mittels Ligaturen die „starken Bande der Liebe“ dargestellt werden, die Nerea an Deidamia binden. Non vuò perdere l’istane (Nr. 34) wurde ebenfalls neu vertont, jedoch gefiel Händel die ursprüngliche Version, welche eine betörende Melodie hat, doch so gut, dass er sie unmittelbar darauf für Straight mine eye als neue Arie in L’Allegro wiederverwendete. Die Arie Quanto ingannata è quella (Nr. 28) erweiterte er von einem bloßen A-Abschnitt zur vollständigen Da-capo-Form. Wenn man sich vor Augen hält, wie viel er an Nereas Arien änderte, als die Monza schließlich in London eingetroffen war, kann man daraus schließen, dass sie durchaus nicht unter aller Kritik war, wie Burney behauptet. Ebenso wenig handelt es sich bei dieser Arie um

“[…] one of those subordinate airs of an opera for the under singers, which afford attentive hearers time to breathe, ans discuss the merit of superior compositions and performance.”

„[…] eine jener untergeordneten Arien für zweitrangige Sänger, welche aufmerksame Zuhörer nutzen, um Luft zu schöpfen und über die Vorzüge besserer Kompositionen und Aufführungen zu diskutieren.“

wie Burney sie herablassend bezeichnete. Mit Sicherheit machte Händel nicht denselben strengen Unterschied zwischen den Bedürfnissen von Sängern in Nebenrollen und Stars, wie es Burney tat, dessen Kommentare zur eigentlich erstrangigen Musik mancher unbedeutender Rollen in Händelopern dadurch unzulänglich sind.
In Deidamias Arie Quando accenderan (Nr. 8) scheinen die sanft klagende Eröffnung und die energische Passage ab Takt 13 fast zwei verschiedenen Musikstücken anzugehören, aber letztere charakterisieren (und parodieren sogar) Achilles aufkeimende Faszination am Gedanken, Ruhm auf dem Schlachtfeld zu erlangen, während der erste Abschnitt Deidamias zärtliche und vorsichtige Liebe darstellt. Der Konflikt dieser beiden Motive bestimmt das musikalische Wesen und die dramatische Wirkung der Arie.
Fenices erste Arie AI tardar della vendetta (Nr. 3) ist damit vergleichbar, obwohl hier die beiden kontrastierenden Motive gleichzeitig auftreten wie bei einer Fuge mit Subjekt und Kontrasubjekt, wobei die durchgehenden halben Noten der Oboen und ersten Geigen das „tardar“ des Textes wiedergeben, während das lebhafte, aus zwei Sechzehnteln und einem Achtel bestehende Motiv in den zweiten Geigen und im Bass von Gelächter („ride“) kündet.
In Licomedes erster Arie Nelle nubi intorno al fato (Nr. 4) folgt ein noch subtiler gestaltetes Beispiel dafür, wie Händel ein ganzes Stück aus einem textbezogenen Motiv entstehen lässt: Das Konzept, dass bloße menschliche Intelligenz die verschleiernden Nebel des Schicksals nicht zu durchdringen vermag, wird ganz schlicht durch eine optimistisch ansteigende Tonleiter dargestellt, die im dritten Takt jäh um eine Septime abfällt; wiederholte Versuche, ein höheres Ziel zu erreichen, werden auf ähnliche Weise zunichtegemacht.
In Deidamia scheinen Rolli und Händel die Gattung der Opera seria, die nach Meinung mancher allzu unflexibel geworden war, nach anderer Leute Ansicht geradezu Perfektion erlangt hatte, weder diese selbst noch ihren nahenden Untergang besonders ernst genommen zu haben; sie blicken nostalgisch zurück, jedoch mit einem wissend ironischen Lächeln. Als Deidamia Achille die Prophezeiung seines Todes vor Troja vorhält, erwidert er zynisch:
| L’oracol parla quel che vuol Calcante. Ignoto è l’avvenir. Godersi importa quel ben che la presente ora ti porta. | Das Orakel spricht, was Kalchas will. Alle Zukunft ist uns verborgen. Genießen wir das Gute, das die gegenwärtige Stunde bringt. |

und der Schlusschor treibt die Botschaft „Carpe diem“ noch weiter:
| Se son le belle ingrate, cangiate di pensier: folle chi vuol penar. | Zeigt sich die Schöne undankbar, ändere deine Meinung: töricht, wer sich quälen will. |

Kein anderes abendfüllendes Werk Händels steht so konsequent in Dur, und kaum eines verzichtet so vollständig wie Deidamia auf Accompagnato-Rezitative. Von den wenigen Arien in Moll sind die meisten der verzweifelnden Heldin zugedacht. In anderen Spätwerken, wie etwa Arminio, spielt Moll die beherrschende Rolle, aber in seinen letzten drei Opern scheint Händel seine Auffassung der Opera seria in Richtung einer leichteren Stimmung drängen zu wollen. Die letzten Worte in Deidamia,
| Non trascurate, amanti, gl’istanti del piacer: volan per non tornar. | Nicht vergessen, liebe Freunde, freudige Momente gehen dahin, um nie zurückzukehren. |

werden von einer rasch absteigenden Tonleiter heraufbeschworen.

## Struktur der Oper
Ouverture. (2 Ob, Str, BC)

### Erster Akt
| Scena I   | 1. Marche. (2 Ob, 2 Trp, 2 Hr, Pk, Str, BC)                                                       |
|           | Recitativo. Ulisse, Lycomede, Fenice Per vendicar di Menelao l’offesa                             |
|           | 2. Aria. Ulisse (2 Vl, BC) Grecia tu offendi, Troja diffendi                                      |
|           | Recitativo. Lycomede, Fenice Falsa è la voce che in mia regia                                     |
|           | 3. Aria. Fenice (Str, BC) Al tardar della vendetta                                                |
|           | Recitativo. Lycomede O d’amicizia sante leggi                                                     |
|           | 4. Aria. Lycomede (2 Ob, Str, BC) Nelle nubi intorno al Fato                                      |
| Scena II  | 5. Arioso e Recitativo. Deidamia, Nerea (Vc, Cb, Lt) Due bell’alme innamorate, care, fide         |
|           | 6a. Aria. Nerea (Str, BC) Di lusinghe, di dolcezza non fatica non asprezza                        |
|           | Recitativo. Deidamia Ecco il mio ben                                                              |
| Scena III | 7. Aria. Achille (2 Ob, Str, BC) Seguir di selva in selva la fuggitiva belva diletto egual non ha |
|           | Recitativo. Achille, Deidamia E sempre fisse vi ritrovo a questo opre d’ozio                      |
|           | 8. Aria. Deidamia (Str, BC) Quando accenderan quel petto                                          |
|           | Recitativo. Achille Alla delizia del cor mio                                                      |
|           | 9. Aria. Achille (Str, BC) Se pensi amor tu solo per vezzo e per beltà                            |
| Scena IV  | Recitativo. Nerea, Deidamia L’uno e Fenice d’Argo                                                 |
|           | 10b. Aria. Nerea (2 Ob, 2 Solo-Vl, Str, BC) Sì, che desio quel che tu brami                       |
| Scena V   | Recitativo. Ulisse, Deidamia In vano, o principessa                                               |
|           | 11. Aria. Ulisse (Str, BC) Perdere il bene amato che il fato e amor ti diè                        |
|           | Recitativo. Deidamia Da questi scaltri ospiti Greci è d’uopo                                      |
|           | 12. Aria. Deidamia (2 Vl, BC) Nasconde l’usignol’ in alti rami il nido                            |

### Zweiter Akt
| Scena I    | 13. Sinfonia. (2 Ob, Str, BC)                                                               |
|            | Recitativo. Achille Deidamia qui veggo appressarsi                                          |
| Scena II   | Recitativo. Ulisse, Deidamia Esser non può mortale                                          |
|            | 14. Aria. Ulisse (Str, BC) Un guardo solo, pupille amate                                    |
|            | Recitativo. Deidamia, Achille Oh! che importuni affetti!                                    |
|            | 15. Arioso. Achille (2 Vl, BC) Lasciami! Tu sei fedele? Vatene.                             |
|            | Recitativo. Deidamia Se l’ira del mio bene                                                  |
| Scena III  | Recitativo. Nerea, Deidamia Il Real Lycomede                                                |
|            | 16. Aria. Nerea (2 Ob, Str, BC) D’amor ne’ primi istanti facili son gli amanti              |
|            | Recitativo. Deidamia Lusinghe allettatrici                                                  |
|            | 17. Aria. Deidamia (2 Vl, BC) Se il timore il ver mi dice infelice                          |
| Scena IV   | Recitativo. Lycomede, Ulisse Della caccia i diporti                                         |
|            | 18. Aria. Lycomede (Str, BC) Nel riposo e nel contento                                      |
| Scena V    | 19. Soli e Coro. Ulisse, Deidamia (2 Ob, 2 Hr, Str, BC) Della guerra la caccia ha sembianza |
| Scena VI   | Recitativo. Fenice, Nerea In seguito da’ veltri rapido cervo                                |
|            | 20. Aria. Nerea (2 Vl, BC) Non ti credo, non mi fido, maggior prova al ver si vuole         |
| Scena VII  | Recitativo. Ulisse, Fenice Ninfa, da noi non vista ancor                                    |
|            | 21. Aria. Fenice (2 Vl, BC) Presso ad occhi esperti gia nei ministri dell’amor              |
| Scena VIII | Recitativo. Ulisse, Achille Pochi momenti a me, ninfa vezzosa                               |
| Scena IX   | Recitativo. Ulisse, Achille Ma più amar ben poss’io                                         |
|            | 22. Aria. Ulisse (2 Vl, BC) No, quella beltà non amo, che l’amor mio sprezzo                |
|            | Recitativo. Deidamia, Achille Questa e la caccia ch’ami tanto?                              |
|            | 23. Aria. Deidamia (Str, BC) Va, perfido! quel cor mi tradirà                               |
| Scena X    | Recitativo. Achille, Fenice Placar tosto saprò                                              |
|            | 24. Aria. Achille (2 Vl, BC) Sì m’appaga, si, m’alletta                                     |
|            | Recitativo. Fenice No, che ninfa non è                                                      |
|            | Sinfonia breve da Corni da caccia.                                                          |
|            | Recitativo. Fenice Al ritorno chiama già l’oricalco i cacciatori                            |
|            | 25. Coro. (2 Ob, 2 Hr, Str, BC) L’alto Giove al Flaglio penoso per seguace il riposo formo  |

### Dritter Akt
| Scena I   | 26. Sinfonia. (2 Ob, Str, BC)                                                                |
|           | Recitativo. Fenice, Nerea Assai gioco di me                                                  |
|           | 27. Aria. Fenice (Fg, Str, BC) Degno più di tua beltà, questo cor ritornerà                  |
|           | Recitativo. Nerea Molto dagli altri amanti                                                   |
|           | 28. Aria. Nerea (2 Vl, BC) Quanto ingannata è quella, mal consigliata bella                  |
| Scena II  | Recitativo. Fenice, Ulisse, Achille, Deidamia Tutto è già pronto                             |
|           | 29. Aria. Achille (Str, BC) Ai Greci questa spada sovra i nemici estinti                     |
|           | Recitativo. Deidamia, Ulisse Che più giova celarlo                                           |
|           | 30. Aria. Deidamia (Str, BC) M’ai resa infelice; che vanto n’avrai?                          |
|           | Recitativo. Ulisse Verso al gran fine                                                        |
|           | 31. Aria. Ulisse (2 Ob, Fg, Str, BC) Come all’urto aggressor d’un torrente                   |
| Scena III | Recitativo. Lycomede, Deidamia, Achille, Ulisse Dal destino dipendono gli eventi             |
| Scena IV  | Recitativo. Achille, Deidamia Tacita, mesta, sospirosa                                       |
| Scena V   | Recitativo. Achille, Ulisse Antiloco, opportuno or più giungesti                             |
|           | 32. Aria. Ulisse (2 Vl, BC) Or pensate, amanti cori, che le gioje più soavi                  |
|           | Recitativo. Achille, Deidamia Sprone ad affetti, ch’io viva in te, mio ben                   |
|           | 33. Aria. Deidamia (2 Vl, BC) Consolami, se brami                                            |
| Scena VI  | Recitativo. Nerea, Fenice Scoperte son le mire                                               |
|           | 34a. Aria. Nerea (2 Vl, BC) Non vuò perdere l’istane; senza creder all’amante                |
| Scena VII | Recitativo. Lycomede, Ulisse Itaco Prence, testimon sarai, che all’amista                    |
|           | 35. Duetto. Ulisse. Deidamia (Str, BC) Ama nell’a,rmi e nell’amar                            |
|           | 36. Coro. (2 Ob, Str, BC) Non trascutare, amanti, gl’istanti del piacer volan per non tornar |

## Orchester
Zwei Oboen, Fagott, zwei Hörner, zwei Trompeten, Pauken, Streicher, Basso continuo (Violoncello, Laute, Cembalo).

## Diskografie
- Albany TROY 460 (2001): Julianne Baird (Deidamia), Mary O’Brien (Nerea), D’Anna Fortunato (Achille), Brenda Harris (Ulisse), Peter Castaldi (Fenice), John Cheek (Licomede)
Brewer Baroque Chamber Orchestra; Dir. Rudolph Palmer (181 min)
- Virgin Veritas 5 4550 2 (2002): Simone Kermes (Deidamia), Dominique Labelle (Nerea), Anna Maria Panzarella (Achille), Anna Bonitatibus (Ulisse), Furio Zanasi (Fenice), Antonio Abete (Licomede)
Il Complesso Barocco; Dir. Alan Curtis (181 min)
- Mondo Musica 80086 (2002): Ann Monoyios (Deidamia), Anke Hermann (Nerea), Akie Amou (Achille), Anna Lucia Sciannimanico (Ulisse), Martin Kronthaler (Fenice), Wolf Matthias Friedrich (Licomede)
Händelfestspielorchester Halle des Opernhauses Halle; Dir. Alessandro De Marchi
- Opus Arte OA1088D (2012): Sally Matthews (Deidamia), Veronica Cangemi (Nerea), Olga Pasichnyk (Achille), Silvia Tro Santafé (Ulisse), Andrew Foster-Williams (Fenice), Umberto Chiummo (Licomede)
Concerto Köln; Dir. Ivor Bolton (DVD 184 min)